# ريك بيري
جيمس ريتشارد «ريك» بيري (بالإنجليزية: Rick Perry)‏ (ولد في 4 مارس 1950) هو سياسي أمريكي جمهوري، شغل منصب وزير الطاقة الرابع عشر للولايات المتحدة وكان يعمل في مجلس وزراء دونالد ترامب. شغل بيري منصب الحاكم السابع والأربعين لولاية تكساس في الفترة من ديسمبر 2000 إلى يناير 2015. انتخب قبلها نائب حاكم ولاية تكساس في عام 1998 وتولى الحكم في ديسمبر 2000 عندما استقال الحاكم جورج دبليو بوش آنذاك ليصبح رئيسا للولايات المتحدة. وكان بيري هو صاحب أطول فترة حكم في تاريخ تكساس.
انتخب بيري ثلاث مرات لشغل منصب حاكم كامل، وهو رابع حاكم لتكساس (بعد ألان شيفرز وبرايس دانيال وجون كونالي) يخدم ثلاث فترات. بلغ مجموع مدة ولايته 14 عاما و30 يوما، كان بيري في زمن تركه المنصب صاحب ثاني أطول فترة حكم على ولايات أميركي بين الحكام الحاليين (بعد تيري برانستاد في آيوا). لم ينجح بيري في نيل الترشيح الجمهوري لرئاسة البلاد في انتخابات عامي 2012 و 2016.
في 14 ديسمبر 2016، أعلن الرئيس المنتخب دونالد ترامب عزمه على ترشيح حاكم ولاية تكساس ليكون وزير الطاقة. في 2 مارس 2017، صادق مجلس الشيوخ الأمريكي بتصويت 62-37. 

## روابط خارجية
- ريك بيري على موقع IMDb (الإنجليزية)
- ريك بيري على موقع الموسوعة البريطانية (الإنجليزية)
- ريك بيري على موقع روتن توميتوز (الإنجليزية)
- ريك بيري على موقع مونزينجر (الألمانية)
- ريك بيري على موقع إن إن دي بي (الإنجليزية)
- ريك بيري على موقع قاعدة بيانات الفيلم (الإنجليزية)